# Salix microstachya
Salix microstachya là một loài thực vật có hoa trong họ Liễu. Loài này được Turcz. ex Trautv. miêu tả khoa học đầu tiên năm 1837.